# Sant Gil d'Albió
Sant Gil d'Albió és l'església parroquial de la població d'Albió, del municipi de Llorac (Conca de Barberà), inclosa en l'Inventari del Patrimoni Arquitectònic de Catalunya. Està situat prop de la carretera que va de Santa Coloma de Queralt a Vallfogona de Riucorb, a uns 10 km de Santa Coloma. El conjunt d'església, abadia i cementiri queden separats del poble, a llevant.

## Descripció
L'església apareix documentada per primera vegada a mitjans de segle xii dins el llistat de parròquies del Bisbat de Vic. Originàriament tenia una sola nau acabada amb absis semicircular. A aquesta estructura s'hi afegí dues capelles a banda i banda de la part anterior al presbiteri i el campanar. El mur originari s'ha conservat gairebé totalment. L'aparell és regular i està treballat a cops de maceta i col·locat de manera diatònica.
La coberta originàriament de possible volta de canó, va ser substituïda per volta de creueria de quatre trams que descansa en columnes de pedra adossades molt robustes, mentre que l'absis conserva la volta de quart d'esfera. La nau té sis capelles a banda i banda i una decoració molt pobra: àbacs decorats amb estrelles i ziga-zagues. L'església fou reformada en la segona meitat del segle xvi i la portada està datada l'any 1561. Originàriament era una església d'una sola nau, amb absis semicircular a la capçalera, cobert per una volta sobre arcs faixons. Aquests arrancaven d'unes pilastres adossades als murs laterals, sobre les quals hi ha capitells amb decoració de tipus geomètric. En total hi ha tres pilastres per banda.

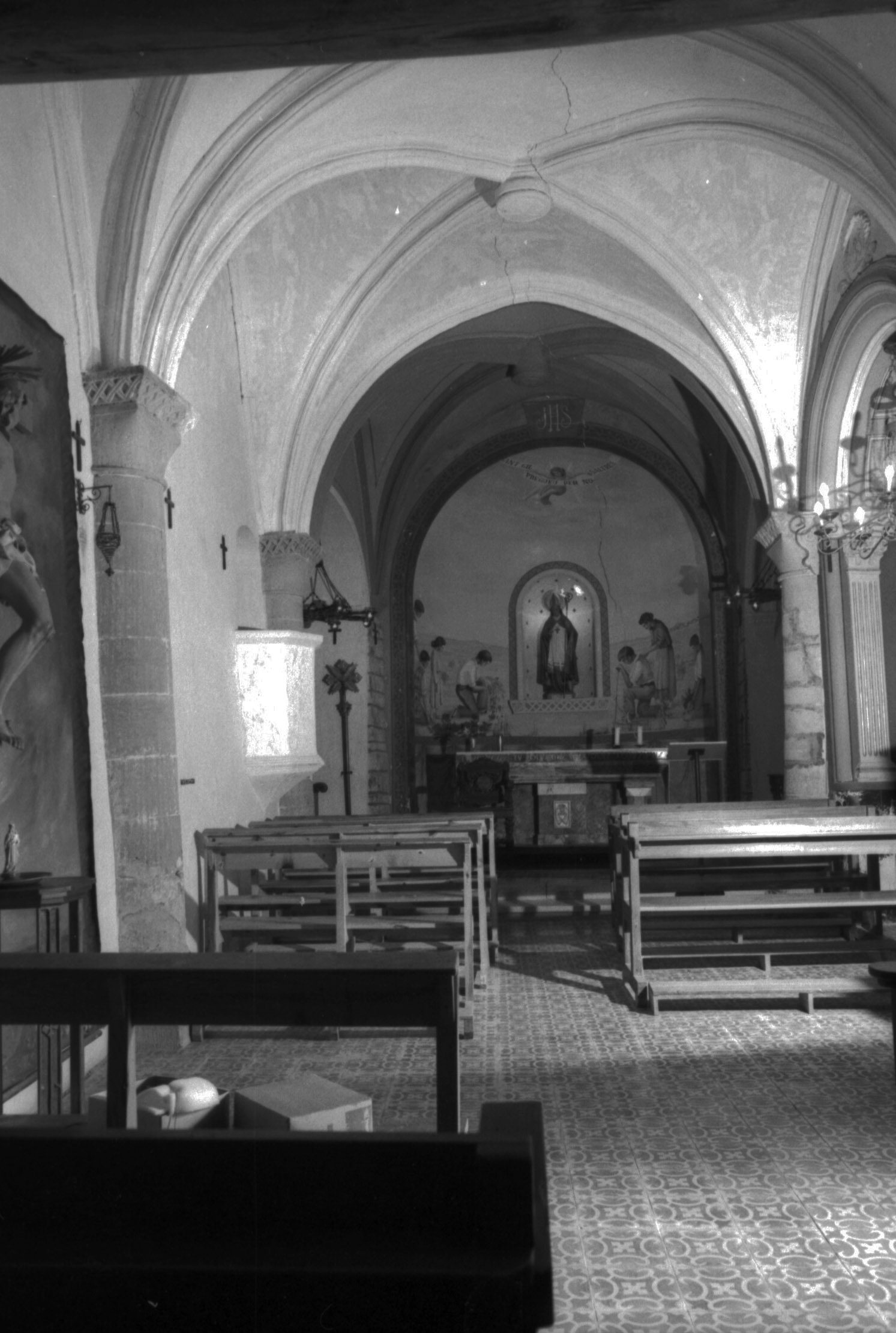
Sant Gil d'Albió, interior del temple. Any 1991.

L'interior va ser modificat a mitjans del segle xvi i va ser substituïda la volta primitiva per l'actual de creueria. La volta de creueria és una construcció tardana feta de guix, que no guarda cap relació ni estètica ni estructural amb els suports. Hi ha també tres capelles laterals de construcció tardana. Possiblement el portal que s'obre en el mur sud correspon també a aquesta reforma (en ell hi figura la data de 1561). És d'arc de mig punt, adovellat i resseguit exteriorment per un bordó, a manera de guardapols. Sobre la clau de l'arc va ser-hi col·locada una lauda amb la representació d'un calvari. Tant el mur sud com el nord va ser obert tardanament i van bastir-se en el primer la sagristia i en el segon dues capelles. El material de construcció és el carreu regular i col·locat a la manera "isodoma". A la part dels peus de l'església hi ha una torre campanar que pot ser contemporània a les capelles de la façana sud. A l'angle sud-oest de la nau hi ha un campanar de planta quadrada amb una escala de caragol interior per pujar al pis de les campanes.
Hi ha una portada oberta en la façana sud de la nau, en el punt que l'església s'uneix a la casa rectoral. Datada el 1561, està constituïda per una construcció adovellada en la meitat superior i amb acanalament perimetral. Sobre la clau se situa un relleu amb la representació d'un Sant Crist flanquejat per la Verge i sant Joan, i al peu del Sant Crist hi ha un escut de l'Orde de l'Hospital senyors de la vila. Les figures estan centrades per una creu processional amb les potences flordelisades, extreta clarament dels models d'orfebreria gòtica. La verge i Sant Joan flanquejen la creu en la que s'inscriu la figura de Crist. Originàriament la nau devia anar coberta amb una volta de canó reforçada amb arcs faixons que descansaven en les columnes, car la creueria de guix és una afegit postís que no lliga ni amb l'estil ni amb l'estructura del temple.

## Història
En la donació d'unes terres situades a la "Vall Dalfez", l'any 1075, consta existent ja el Castell d'Albió. Posteriorment apareix de nou el 1078 i el 1080 com a afrontació dels de Montargull i Rauric. Successives cessions, durant els segles xii i xiii, als Templers establerts a Vallfogona de Riucorb, de terres en el terme d'Albió acabaren conformant un important domini de l'Orde a l'indret. L'església de Sant Gil apareix mencionada en unes llistes de parròquies del bisbat de Vic, del qual depenia, pels volts de la meitat del segle xii. Novament es menciona l'any 1238 quan va rebre per un legat testamentari uns drets sobre el molí Mig que hi havia en el lloc. Aqueixa església podria haver estat construïda el segle xiii, al mateix temps de realitzar importants obres al castell de Vallfogona, ja que les columnes i els capitells de Sant Gil recorden els de la "sala de les arcades" del castell veí. Cal no oblidar que Albió pertanyia a la comanda hospitalera de Vallfogona.
L'església, dedicada a sant Gil, té uns Goigs dedicats per a la seva veneració.